# Casa bianca (album)
Casa bianca è il secondo album di Don Backy, pubblicato dall'etichetta discografica Clan Celentano nel 1968.
Come nell'LP precedente, L'amore, si alternano brani scritti dal cantante toscano (con la collaborazione di Mariano Detto) e brani cover.

## Le canzoni

### Casa bianca
mai più io scorderò;
mi rimane dentro il cuore
con la mia gioventù»
(versi iniziali di "Casa bianca")
Il brano Casa bianca tratta le vicende reali della gioventù di Don Backy, vissuta in una casa situata in una piccola cittadina toscana al termine della Seconda guerra mondiale.
Il brano è stato anche al centro di una disputa legale: Il cantautore toscano avrebbe dovuto partecipare al Festival di Sanremo 1968 con il suo brano Canzone, inizialmente proposta ad Ornella Vanoni, ma poi assegnato a Milva (la Vanoni nel frattempo sceglierà di cantare proprio Casa bianca). Il regolamento del festival di quell'anno però vietava a un compositore di presentare più di un brano come compositore (e Don Backy aveva due brani in gara), così Il Clan (etichetta di Don Backy e gestita da Adriano Celentano) decise, secondo la versione raccontata da Don Backy, di andare contro la sua volontà e di modificare la documentazione riguardante Casa bianca, facendola cofirmare da un prestanome, tale Eligio La Valle. In questo modo le canzoni avrebbero partecipato al festival, come infatti accadde; le due canzoni arrivarono seconda e terza, ottenendo ampio successo.
Don Backy decise così, a seguito di queste vicende, di rompere i rapporti con il Clan. La vicenda proseguì in tribunale quando Celentano decise di denunciare Don Backy per non aver onorato il contratto, e Don Backy a sua volta lo denunciò per diverse royalties non pagate al su dischi realizzati da lui. Le versioni di questa vicenda sono comunque da sempre divergenti.

### I Got a Woman
I Got a Woman è una cover del brano scritto e inciso da Ray Charles.

### La tua voce
La tua voce è la versione italiana di And I Love Her, firmata dalla coppia John Lennon e Paul McCartney dei Beatles.

### In una casa senza sole
In una casa senza sole (già presente nell'album precedente del '65) è una composizione di Randy Newman, adattata da Mogol.

### Ritorna da me
Ritorna da me è la versione di My Blue Heaven, cantata da Gene Austin e Fats Domino.

### Solo me ne vo
Solo me ne vo è la reinterpretazione di In cerca di te (sola me ne vo per la città), a suo tempo cantata da Natalino Otto.

### Quando un uomo non sa amare
Quando un uomo non sa amare è lo standard soul di When a Man Loves a Woman, portata al successo mondiale da Percy Sledge.

## Tracce
Lato A
1. Casa bianca – 2:03 (Don Backy, Detto Mariano)
2. I Got a Woman – 6:50 (Ray Charles)
3. Mi meraviglio – 2:30 (D.R.)
4. Bum Bum Bum – 3:23 (Detto Mariano, Don Backy)
5. La tua voce – 2:19 (Mogol, Don Backy, John Lennon, Paul McCartney)
6. In una casa senza sole – 1:55 (Mogol, Randy Newman)

Lato B
1. Poesia – 3:16 (Detto Mariano, Don Backy)
2. Ritorna da me – 2:22 (Walter Donaldson, George Whiting)
3. Canzone – 2:34 (Detto Mariano, Don Backy)
4. Solo me ne vo (In cerca di te) – 2:30 (Eros Sciorilli, Gian Carlo Testoni)
5. Quando un uomo non sa amare – 3:15 (Calvin Lewis, Andrew Wright)
6. L'egoista – 3:00 (Ico Cerutti, Miki Del Prete, Pino Massara, Luciano Beretta)

## Formazione
- Don Backy - voce
- Detto Mariano - conduttore orchestra